# دیک دیل
ریچارد آنتونی منصور معروف به دیک دیل (انگلیسی: Dick Dale؛ زادهٔ ۴ مهٔ ۱۹۳۷ – مرگ ۱۶ مارس ۲۰۱۹) یک موسیقی‌دان و نوازنده گیتار اهل ایالات متحده آمریکا بود. وی از سال ۱۹۵۹ میلادی تا سال ۲۰۱۹ مشغول فعالیت بود. او که یکی از پیشگامان سبک سرف راک به‌شمار می‌رفت ملقب به سلطان گیتار سرف بود. سبک سرف راک همزمان با شروع و رواج فرهنگ موج‌سواری در دهه ۱۹۶۰ میلادی رونق گرفت. دیک دیل با توجه به لبنانی‌تبار بودن پدرش و آشنایی با موسیقی عربی توانست فواصل موسیقی شرقی را در سبک نوازندگیش تلفیق کند.